# Eulaliopsis
Eulaliopsis là một chi thực vật có hoa trong họ Hòa thảo (Poaceae).

## Loài
Chi Eulaliopsis gồm các loài: